# Марі Тюссо
Марі́ Тюссо́ (фр. Marie Tussaud; нар. 1 грудня 1761, Страсбур — пом. 18 квітня 1850, Лондон) — скульпторка, засновниця музею воскових фігур Мадам Тюссо в Лондоні. Відзначена на Поверсі спадщини Джуді Чикаго.

## Життєпис
Марі Ґросгольц (нім. Grosholtz) народилася 1 грудня 1761 року в родині ельзаського офіцера Йозефа Ґросгольца та швейцарки Анни-Марії Вальтер. Батько загинув у Семирічній війні незадовго до народження Марі, після чого матір з дітьми переїхала до Берна, де працювала економкою в лікаря Філіпа Вільгельма Куртіуса (1741—1794). 
Куртіус робив анатомічні моделі з воску, пізніше зайнявся виготовленням воскових фігур, портретів. У 1765 р. Куртіус переїхав до Парижа й заснував там майстерню. Марі разом з матір'ю переїхала до нього в 1767 р. — матір і далі працювала економкою, а Марі почала вчитися мистецтва виготовлення воскових скульптур.
У Парижі Куртіус створив декілька воскових фігур, однією з яких була фаворитка Людовика XV Мадам Дюбаррі. Ця модель та інші зажили докторові популярності в Парижі. Шаблон від цієї скульптури зберігся в музеї воскових фігур. На першій виставці у 1770 р. його роботи мали надзвичайну популярність — це дало змогу йому відкрити додактові виставки в інших відомих місцях Парижа.
В Куртіуса Тюссо навчилася мистецтва воскових скульптур, рано проявивши талант до відтворення образів відомих людей того часу. Тюссо створила скульптури таких особистостей, як Вольтер, Жан-Жак Руссо, Бенжамін Франклін. Згодом її запросили виконувати моделі осіб королівської сім'ї. Стосунки Марі Тюссо з членами королівською сім'єю були настільки добрими, що її запросили переселитися до Версаля, де вона викладала мистецтво, зокрема сестрі короля Людовика XVI.

### Французька революція
Воскові фігури Куртіуса відіграли певну роль у Французькій революції. 12 липня 1789 р. за два дні до початку революції, під час заворушень повстанці несли по вулицях воскові фігури Дюка Орлеанського та ненависного міністра фінансів Жака Неккера. Зі зміною влади Тюссо арештовують як одну з представниць минулого режиму. В тюрмі Тюссо знайомиться з Жозефіною Богарне, майбутньою дружиною Наполеона Бонапарта. Під час режиму терору її засудили до смерті на гільйотині й не стратили тільки тому, що після смерті Робесп'єра її запросили зробити посмертну маску революціонера та його вбивці. Крім Робесп'єра, Тюссо створила ще кілька масок інших жертв терору — наприклад, Марії Антуанетти, Жана-Поля Марата.
Врятувавшись від терору, Тюссо повернулася до майстерні Куртіуса, який після смерті в 1794 р. залишив її та колекцію скульптур учениці. У 1802 р. Тюссо одружується з інженером Франсуа Тюссо, якому народила двох синів, Жозефа і Франсуа. Колекція фігур Тюссо істотно збільшилася й мала неабияку популярність, однак її чоловік почав зловживати алкоголем і програвати в карти майже все, що мисткиня заробляла виставкою воскових фігур.

### У Великій Британії
У 1802 р. Марі Тюссо вирішила залишити чоловіка і, взявши з собою старшого 4-річного Жозефа та свою колекцію, вирушила в турне Великою Британією. З початком правління Наполеона і погіршенням відносин між двома країнами Тюссо не змогла повернутися й далі подорожувала Британією та Ірландією. Після повалення Наполеона до Марі приєднався молодшій син Жозеф, і в 1835 р. Тюссо обладнала свою першу постійну виставку на Бейкер-стріт, що стало початком її славетного музею. Деякі зі скульптур були зруйновані, але знову відновилися завдяки шаблонам, які Тюссо зберігала. У 1842 р. вона створила скульптуру себе самої, яка понині зберігається в Музеї Мадам Тюссо, що став однією з визначних пам'яток Лондона з філіями в Амстердамі, Гонконзі, Лас-Вегасі, Нью-Йорку, Вашингтоні.
15 квітня 1850 р. у 88 років Марі Тюссо померла в Лондоні. 